# Pedro de Eça, Fidalgo do Conselho
Pedro de Eça (c. 1477 - ?) foi um político português.

## Biografia
D. Pedro de Eça era o filho de D. Francisco de Eça e de sua mulher Grimaneza Casco.
Foi Vedor da Fazenda, Fidalgo do Conselho, etc.
A 23 de Maio de 1497, D. Pedro de Eça teve uma tença anual de 20.000 reais de prata.
A 11 de Agosto de 1503, teve mercê do oficio de Juiz das Sisas de Almalaguez e de Semide e de Castelo Viegas Afonso Lampreia. El-Rei o mandou por D. Pedro de Eça, do seu Conselho e Vedor da sua Fazenda.
A 1 de Setembro de 1511 houve Mandado de D. Pedro de Eça para o Almoxarife das Jugadas de Santarém pagar a André Vaz, Almoxarife de Ceuta, 3 moios de trigo de tença que tinha anualmente.
A 19 de Outubro de 1518 houve conhecimento em que se declara que João Dourado, Cevadeiro do Almoxarife do Reguengo de Algés, recebeu 15 moios de cevada para despesa de seu ofício, por mandado de D. Pedro de Eça.
A 6 de Fevereiro de 1528, D. Pedro de Eça, Fidalgo da Casa Real, teve Alvará de 30 cruzados de mercê.
A 15 de Janeiro de 1551, D. Pedro de Eça escreveu a D. João III de Portugal expondo os seus serviços, de seu pai e irmão, que morreram em acção, pedindo ao mesmo Senhor a sua remuneração.